# Маркус Хауард
Маркус Ентони Хауард (енгл. Markus Anthony Howard; Морстаун, 3. март 1999) амерички је кошаркаш. Игра на позицији бека и тренутно наступа за Басконију.

## Средњошколска каријера
Средњошколску кошаркашку каријеру започео је Пери Хај Скул (Гилберт, Аризона).Своју прву годину, играо је на позицији плејмејкера, заједно наступајући са својим братом, бележивши 23 поена по утакмици, одвео је своју екипу до полуфинала шампионата. Након своје прве сезоне прешао је у редове Аризона Стејта где је бележио 32.4 поена по утакмици. Након ове сезоне напустио је Аризону и постао слободан играч.
Своју трећу годину провео је у Финдлеј Преп (Хендерсон, Невада) школи. Током сезоне, водивши екипу по броју постигнутих поена по утакмици, најавио је да ће своју каријеру наставити на колеџу и 2016. године потписује уговор са Маркет Голден Иглсима.

## Колеџ каријера
Као бруцош на Маркет Универзитету, Хауард је играо прву поставу и просечно бележио 13.2 поена по утакмици предводивши лигу по проценту убачених шутева за 3 од чак 54.7%. 2017. уврштен је у идеалну петорку бруцоша Велике Источне Конференције. Следеће године, Хауард постаје један од најбољих кошгетера колеџ кошарке. Током сезоне просечно бележи 20.4 поена по утакмици и бива уврштен у другу идеалну петорку Велике Источне Конференције. Такође је сезону завршио као други најбољи извођач слободних бацања Ен-Си-Еј-Еј лиге са 93.8% погодака са линије пенала.
Сезоне 2018-19, кошаркашки стручњаци препознавају његов таленат и он бива један од кандидата за награде попут Вуден Награде, Нејсмит Награде и Боб Кузи награде за најбољег плејмејкера. Хауард је такође уврштен у најбољу петорку летње лиге Велике Источне Конференције. У утакмицама ван своје конференције, чак два пута је постигао по 45 поена на утакмици, против екипа Канзас Стејта и Буфала. У победи против Буфала, 40 својих поена постигао је у другом полувремену. Рекорд каријере од 53 поена постигао је у победи у продужецима против Крејтон Блуџејза 9. јануара 2019. оборивши рекорд по броју постигнутих поена на једној утакмици Велике Источне Конференције.
Хауард је постао најбољи стрелац свих времена Маркет Универзитета када је постигао 38 поена победивши екипу Лојола Грејхаундса у првој утакмици ове сезоне резултатом 88-53. 11. новембра 2019. проглашен је за најбољег играча недеље Велике Источне Конференције. 29. новембра 2019. постигао је 51 поен победивши екипу Ју-Ес-Си Тројанса резултатом 101-79. Постао је тек трећи играч уз Вејмена Тиздејла и Пита Маравича који је постигао 50 поена на утакмици у 3 сезоне заредом. Као додатак, постигавши 40 поена у мечу пре овог, придружио се Питу Маравичу, Џонију Њуману и Бобу Петиту као једини играчи који су постигли 40 поена у два дана заредом. 4. децембра доживљава потрес мозга против екипе Џексонвила. 12. фебурара 2020. Хауард бележи 24 поена, 5 скокова и 2 асистенције у поразу против Виланове резултатом 72-71. Постао је најбољи стрелац Велике Источне Конференције, престигавши Лоренс Мотенових 1405 поена. Као последица регуларног дела сезоне, једногласно је уврштен у идеалну петорку Велике Источне Конференције. Просечно је бележио 27.8 поена и 3.3 асистенције по утакмици. Током времена проведеног на Маркет Универзитету успео је да постигне 2761 поена.

## Професионална каријера

### Денвер Нагетси (2020—2022)
Након што није драфтован на НБА драфту 2020. године, Хауард потписује двосмерни уговор са екипом Денвер Нагетса, што је озваничено 30. новембра 2020. године. 13. маја 2021. постиже рекорд каријере по броју постигнутих поена на НБА утакмици постигавши 15 поена у победи над Минесота Тимбервулвсима резултатом 114-103. Поново је потписао двосмерни уговор са Денвер Нагетсима 15. августа 2021. Одиграо је 31 утакмицу и имао две утакмице од 20 поена током сезоне 2021-22.

### Басконија (2022-данас)
Дана 17. јула 2022. године шпански клуб, КК Саски Басконија, објављује да је успешно потписан уговор на две године са Маркусом Хауардом. У октобру 2022. Хауард постаје осми играч који је успео да постигне 30 поена у две узастопне утакмице у Евролиги. Постигао је 33 поена против екипе Партизана 14. октобра 2022. и 30 поена против екипе Црвене звезде 19. октобра 2022.

## Репрезентативна каријера
Хауард је наступао за САД у два ФИБА такмичења. 2015. био је члан репрезентације када су освојили златну медаљу на ФИБА Америчком шампионату за играче до 16 година. Касније је освојио златну медаљу на ФИБА Америчком шампионату за играче до 17 година у Сарагоси где је просечно бележио 11.9 поена и 2.6 асистенција по утакмици.

## Статистика

### НБА
| ОУ  | Одиграних утакмица  | ЗУ  | Започетих утакмица      | MПУ       | Минута по утакмици          |
| ПШ% | Проценат шута       | 3П% | Проценат шута за 3      | СБ%       | Проценат слободних бацања   |
| СПУ | Скокова по утакмици | AПУ | Асистенција по утакмици | УПУ       | Украдених лопти по утакмици |
| БПУ | Блокада по утакмици | ППУ | Поена по утакмици       | Подебљано | Рекорд каријере             |

#### Регуларни део сезоне
| Година   | Тим      | ОУ | ЗУ | MПУ | ПШ%  | 3П%  | СБ%  | СПУ | AПУ | УПУ | БПУ | ППУ |
| -------- | -------- | -- | -- | --- | ---- | ---- | ---- | --- | --- | --- | --- | --- |
| 2020–21  | Денвер   | 37 | 1  | 5.5 | 37.7 | 27.7 | 77.8 | 0.6 | 0.5 | 0.1 | 0   | 2.8 |
| 2021–22  | Денвер   | 31 | 0  | 5.7 | 38.6 | 40.0 | 87.0 | 0.4 | 0.2 | 0.3 | 0   | 4.1 |
| Каријера | Каријера | 68 | 1  | 5.6 | 38.2 | 34.1 | 84.4 | 0.5 | 0.4 | 0.2 | 0   | 3.4 |

#### Плеј-оф
| Година | Тим    | ОУ | ЗУ | МПУ  | ПШ%  | 3П%  | СБ%  | СПУ | AПУ | УПУ | БПУ | ППУ |
| ------ | ------ | -- | -- | ---- | ---- | ---- | ---- | --- | --- | --- | --- | --- |
| 2021   | Денвер | 9  | 0  | 12.4 | 40.5 | 42.3 | 50.0 | 0.8 | 0.4 | 0   | 0.1 | 4.7 |

### Колеџ
| * | Рекорд Ен-Си-Еј-Еј-а |

| Година   | Tим      | ОУ  | ЗУ  | MПУ  | ПШ%  | 3П%  | СБ%  | СПУ | АПУ | УПУ | БПУ | ППУ   |
| -------- | -------- | --- | --- | ---- | ---- | ---- | ---- | --- | --- | --- | --- | ----- |
| 2016–17  | Маркет   | 31  | 27  | 22.0 | 50.6 | 54.7 | 88.9 | 2.2 | 2.3 | 0.8 | 0.1 | 13.2  |
| 2017–18  | Маркет   | 34  | 31  | 31.5 | 46.4 | 40.4 | 93.8 | 3.2 | 2.8 | 1.0 | 0.1 | 20.4  |
| 2018–19  | Маркет   | 34  | 34  | 33.5 | 42.0 | 40.3 | 89.0 | 4.0 | 3.9 | 1.1 | 0.0 | 25.0  |
| 2019–20  | Maркет   | 29  | 29  | 33.2 | 42.2 | 41.2 | 84.7 | 3.5 | 3.3 | 0.9 | 0.0 | 27.8* |
| Каријера | Каријера | 128 | 121 | 30.1 | 44.4 | 42.7 | 88.2 | 3.2 | 3.1 | 1.0 | 0.0 | 21.6  |

## Лични живот
Маркусов старији брат, Џордан Хауард играо је колеџ кошарку за екипу Централ Арканзанса и био је проглашен за најбољег играча Јужне Конференције. Маркус и Џордан су заједно играли за школу Пери Хај. Њих двојица су порториканског порекла.
Маркус је јавно изнео да је хришћанске вероисповести. Такође је објаснио зашто носи број 0 на дресу, „Прво и најважније, ја сам хришћанин пре свега. Ја сам [Божји син], па желим да будем сигуран да је мој број нешто значио и да је нешто представљао. То заиста представља да се без мог односа са Христом осећам као да нисам особа каква треба да будем”. 2018. године Хауард оснива Друштво хришћанских спортиста на универзитету Маркет.